# Klubbfåfoting
Klubbfåfoting (Allopauropus tenellus) är en ovanlig mångfotingart. Den är upptagen på ArtDatabankens rödlista som DD (kunskapsbrist).